# Podhorany (powiat Preszów)
Podhorany (węg. Ásgút) – wieś (obec) na Słowacji położona w kraju preszowskim, w powiecie Preszów. Pierwsza pisemna wzmianka o miejscowości pochodzi z roku 1283.